# Bouteloua alamosana
Bouteloua alamosana är en gräsart som beskrevs av George Vasey och Joseph Nelson Rose. Bouteloua alamosana ingår i släktet Bouteloua och familjen gräs. Inga underarter finns listade i Catalogue of Life.